# Fabresema elisabethae
Fabresema elisabethae är en fjärilsart som beskrevs av Holloway 1979. Fabresema elisabethae ingår i släktet Fabresema och familjen björnspinnare. Inga underarter finns listade i Catalogue of Life.